# 4,4'-二氨基二苯醚
4,4'-二氨基二苯醚是有機化合物，它是一個醚衍生物——苯胺。這種無色固體是一個單體，可聚合成聚合物，如聚酰亞胺。

## 使用
有各式各樣的聚合物樹脂在生產中使用的4,4' - 二氨基二苯醚。主要用途在於在聚酰亞胺和聚（酯）酰亞胺樹脂的生產。這些樹酯的受溫範圍很高，並可利用於漆包線漆、塗料、薄膜、粘合劑、絕緣清漆、塗層織物、阻燃性纖維、油密封劑和保持器、電纜的絕緣和印刷電路板、和複合材料的航空航天飛行器。
其他4,4' - 氧聯二苯胺的其他應用包括生產的聚（酰胺）酰亞胺樹脂（耐熱漆包線漆和塗料的製造中所使用的），在製造的環氧樹脂和粘合劑時作為中間體，並用在芳香聚醚酰亞胺的生產上。

## 外部連結
- MSDS Material Safety Data Sheet provided by Sigma-Aldrich.